# Francisco Moreno Martínez
Francisco Moreno Martínez   (Mahora, 14 de març de 1934 - Albacete, 23 de gener de 2018) fou un ciclista espanyol, que va ser professional del 1955 al 1962. En el seu palmarès destaca una victòria d'etapa a la Volta a Espanya de 1961.

## Palmarès
- 1959
  - Vencedor d'una etapa a la Bicicleta Eibarresa
- 1960
  - 1r al Trofeu Masferrer
  - Vencedor d'una etapa a la Volta a Llevant
- 1961
  - Vencedor d'una etapa a la Volta a Espanya

### Resultats a la Volta a Espanya
- 1955. 19è de la classificació general
- 1956. 36è de la classificació general
- 1957. 6è de la classificació general
- 1958. 28è de la classificació general
- 1961. 37è de la classificació general i vencedor d'una etapa

### Resultats al Tour de França
- 1958. 71è de la classificació general

### Resultats al Giro d'Itàlia
- 1961. 53è de la classificació general